# ۳۸۱۰ آئوراکی
سیارک ۳۸۱۰ (به انگلیسی: 3810 Aoraki، نامگذاری:1985DX) سه هزار و هشتصد و دهمین سیارک کشف شده‌است که در ۲۰ فوریه ۱۹۸۵ کشف شد.
قدر مطلق سیارک برابر ۱۳٫۱۰ است.